# U-17-Afrika-Cup 2017
Der U-17-Afrika-Cup 2017, offiziell 2017 Africa U-17 Cup of Nations oder Total U-17 Africa Cup Of Nations, Gabon 2017, war die zwölfte Austragung der von der Confédération Africaine de Football veranstalteten Kontinentalmeisterschaft für U-17-Junioren. Sie fand vom 14. Mai bis 28. Mai 2017 in Gabun statt. Afrikameister wurde zum zweiten Mal hintereinander die malische U-17-Auswahl durch einen 1:0-Sieg im Finale gegen Ghana. Im Spiel um Platz drei konnte sich Guinea gegen Niger durchsetzen. Der Gastgeber Gabun schied bereits in der Gruppenphase aus. Die vier Halbfinalisten des Turniers qualifizierten sich für die U-17-Fußball-Weltmeisterschaft 2017 in Indien. Mit der Mannschaft aus Niger konnte sich ein Team zum ersten Mal für eine U-17-Fußball-Weltmeisterschaft qualifizieren.

## Vergabe
Das Turnier wurde ursprünglich nach Madagaskar vergeben uns sollte vom 2. April bis zum 16. April 2017 stattfinden. Nachdem die CAF am 12. Januar 2017 Madagaskar die Austragungsrechte entzog, wurde das Turnier am 3. Februar 2017 nach Gabun verlegt. Dort fand das Turnier vom 14. bis zum 28. Mai 2017 statt. Es war eigentlich geplant, das Turnier vom 21. Mai bis zum 4. Juni 2017 stattfinden zu lassen.

## Qualifikation
Die Qualifikation zum Turnier fand zwischen Juni und Oktober 2016 statt und für das Turnier qualifizierten sich neben Gastgeber Gabun insgesamt sieben Teams. Für das Turnier waren Spieler, welche am oder nach dem 1. Januar 2000 geboren sind, teilnahmeberechtigt. Folgende Mannschaften qualifizierten sich für das Turnier:
- Angola
- Kamerun
- Gabun (Gastgeber)
- Ghana
- Guinea
- Mali
- Niger
- Tansania

Die Mannschaft aus Tansania hatte sich eigentlich nicht für die Endrunde qualifiziert. Sie ersetzte aber die Republik Kongo, weil ein kongolesischer Spieler nicht zu einem vorgeschriebenen Test erschienen ist.

## Austragungsorte
Als Austragungsorte dienten Libreville und Port-Gentil. In Libreville wurde das Stade de l’Amitié genutzt, welches 40.000 Zuschauen Platz bieten, und in Port-Gentil diente das Stade de Port-Gentil als Austragungsstätte. In diesem Stadion können bis zu 20.000 Menschen Fußballspiele verfolgen. Im März 2017 wurden die beiden Stadien als Austragungsort bestätigt.

## Gruppenphase
Die Gruppenphase fand vom 14. Mai bis zum 21. Mai statt und wurde in zwei Gruppen mit vier Teilnehmern ausgetragen. Die besten zwei Mannschaften aus jeder Gruppe qualifizierten sich für die Finalrunde und damit auch für die U-17-Fußball-Weltmeisterschaft 2017 in Indien.

### Gruppe A
| Pl. | Land    | Sp. | S | U | N | Tore    | Diff. | Punkte |
| --- | ------- | --- | - | - | - | ------- | ----- | ------ |
| 1.  | Ghana   | 3   | 2 | 1 | 0 | 009:000 | +9    | 07     |
| 2.  | Guinea  | 3   | 1 | 2 | 0 | 006:200 | +4    | 05     |
| 3.  | Kamerun | 2   | 1 | 0 | 1 | 002:500 | −3    | 03     |
| 4.  | Gabun   | 3   | 0 | 0 | 3 | 001:110 | −10   | 0      |

|                                                   |   |         |           |
| 14. Mai 2017 um 15:30 Uhr im Stade de Port-Gentil |   |         |           |
| Gabun                                             | – | Guinea  | 1:5 (0:4) |
| 14. Mai 2017 um 18:30 Uhr im Stade de Port-Gentil |   |         |           |
| Kamerun                                           | – | Ghana   | 0:4 (0:3) |
| 17. Mai 2017 um 15:30 Uhr im Stade de Port-Gentil |   |         |           |
| Guinea                                            | – | Kamerun | 1:1 (1:0) |
| 17. Mai 2017 um 18:30 Uhr im Stade de Port-Gentil |   |         |           |
| Ghana                                             | – | Gabun   | 5:0 (2:0) |
| 20. Mai 2017 um 18:30 Uhr im Stade de Port-Gentil |   |         |           |
| Gabun                                             | – | Kamerun | 0:1 (0:1) |
| 20. Mai 2017 um 18:30 Uhr im Stade de l’Amitié    |   |         |           |
| Guinea                                            | – | Ghana   | 0:0       |

### Gruppe B
| Pl. | Land     | Sp. | S | U | N | Tore    | Diff. | Punkte |
| --- | -------- | --- | - | - | - | ------- | ----- | ------ |
| 1.  | Mali     | 3   | 2 | 1 | 0 | 008:200 | +6    | 07     |
| 2.  | Niger    | 3   | 1 | 1 | 1 | 004:400 | ±0    | 04     |
| 3.  | Tansania | 3   | 1 | 1 | 1 | 002:200 | ±0    | 04     |
| 4.  | Angola   | 3   | 0 | 1 | 2 | 004:100 | −6    | 01     |

|                                                   |   |          |           |
| 15. Mai 2017 um 15:30 Uhr im Stade de l’Amitié    |   |          |           |
| Mali                                              | – | Tansania | 0:0       |
| 15. Mai 2017 um 18:30 Uhr im Stade de l’Amitié    |   |          |           |
| Angola                                            | – | Niger    | 2:2 (0:2) |
| 18. Mai 2017 um 15:30 Uhr im Stade de l’Amitié    |   |          |           |
| Tansania                                          | – | Angola   | 2:1 (1:1) |
| 18. Mai 2017 um 18:30 Uhr im Stade de l’Amitié    |   |          |           |
| Niger                                             | – | Mali     | 1:2 (1:2) |
| 21. Mai 2017 um 18:30 Uhr im Stade de l’Amitié    |   |          |           |
| Mali                                              | – | Angola   | 6:1 (3:0) |
| 21. Mai 2017 um 18:30 Uhr im Stade de Port-Gentil |   |          |           |
| Tansania                                          | – | Niger    | 0:1 (0:1) |

## Finalrunde
Die beiden Halbfinalspiele wurden am 24. Mai 2017 ausgetragen und jeweils im Elfmeterschießen konnte sich die Mannschaften aus Ghana und Mali durchsetzen. Im Finale, welches am 28. Mai 2017 im Stade de l’Amitié ausgetragen wurde, sicherte sich Mali den Titel und im Spiel um Platz 3, welches direkt vor dem Finale ausgespielt wurde, setzte sich die Mannschaft auf Guinea durch.

### Spielplan
|  | Halbfinale       | Halbfinale |        |   | Finale | Finale |
|  |                  |            |        |   |        |        |
|  | Ghana            | 0 (6)      |        |   |        |        |
|  | Niger            | 0 (5)      |        |   |        |        |
|  |                  |            |        |   |        |        |
|  |                  |            |        |   |        |        |
|  | Ghana            | 0          |        |   |        |        |
|  |                  | Mali       | 1      |   |        |        |
|  |                  |            |        |   |        |        |
|  | Spiel um Platz 3 |            |        |   |        |        |
|  |                  |            | Niger  | 1 |        |        |
|  | Mali             | 0 (2)      | Guinea | 3 |        |        |
|  | Guinea           | 0 (0)      |        |   |        |        |

### Halbfinale
|                                                   |   |        |                     |
| 24. Mai 2017 um 15:30 Uhr im Stade de Port-Gentil |   |        |                     |
| Ghana                                             | – | Niger  | 0:0 n. V. 6:5 i. E. |
| 24. Mai 2017 um 18:30 Uhr im Stade de l’Amitié    |   |        |                     |
| Mali                                              | – | Guinea | 0:0 n. V. 2:0 i. E. |

### Spiel um Platz 3
|                                                |   |        |           |
| 28. Mai 2017 um 15:30 Uhr im Stade de l’Amitié |   |        |           |
| Niger                                          | – | Guinea | 1:3 (0:0) |

### Finale
|                                                |   |      |           |
| 28. Mai 2017 um 18:30 Uhr im Stade de l’Amitié |   |      |           |
| Ghana                                          | – | Mali | 0:1 (0:1) |

## Toptorschützen
| Rang | Spieler      | Tore |
| ---- | ------------ | ---- |
| 1    | Fandje Touré | 6    |
| 2    | Eric Ayiah   | 4    |
| 3    | Hadji Dramé  | 3    |

## Schiedsrichter
Hauptschiedsrichter:
- Mohamed Maarouf Eid
- Souleiman Ahmed Djamal
- Ferdinand Udoh Aniete
- Mustapha Ghorbal
- Mihindou Mbina Gauthier
- Abou Coulibaly
- Hamada Nampiandraza
- Pacifique Ndabihawenimana
- Davies Ogenche Omweno
- Hassan Mohamed Hagi
- Maguette Ndiaye
- Jean-Jacques Ndala Ngambo

Schiedsrichterassistenten:
- Mahmoud Abouelregal
- Aymen Ismail
- Seydou Tiama
- Moussounda Montel
- Souru Phatsoane
- Gilbert Lista
- Gbèmassiandan Kouton
- Arsenio Marengula
- Lahsen Azgaou
- Abdoul Aziz Moctar Saley
- Mamady Tere
- Frank John Komba
- Temesgin Samuel
- Soulaimane Amaldine